# Malietoa Tanumafili II
Malietoa Tanumafili II (né le 4 janvier 1913 et mort le 11 mai 2007 à Apia, Samoa), est un chef traditionnel et homme d'État samoan. Il est le chef de l'État indépendant des Samoa (O le Ao o le Malo o Samoa) de 1962 à sa mort. 
Fils de Malietoa Tanumafili Ier et Momoe Lupeuluiva Meleisea, il succède à son père au titre de Malietoa en 1939. En 1962 à l'indépendance des Samoa, il devient chef de l'État à vie, partageant cette fonction avec Tupua Tamasese Mea'ole qui décède en 1963.
Malietoa Tanumafili II est membre de la foi bahaïe. Il est le second personnage royal (après la reine Marie de Roumanie) à devenir bahaï. En 1984, il dédie la Maison d'adoration (temple) bahaïe à Tiapapata, à huit kilomètres de la capitale, Apia. 
Il meurt le 11 mai 2007 au Tupua Tamasese National Hospital d'Apia. Son épouse est décédée en 1986.